# Araneus zapallar
Araneus zapallar är en spindelart som beskrevs av Levi 1991. Araneus zapallar ingår i släktet Araneus och familjen hjulspindlar. Inga underarter finns listade i Catalogue of Life.